# 諏訪神社 (唐津市)

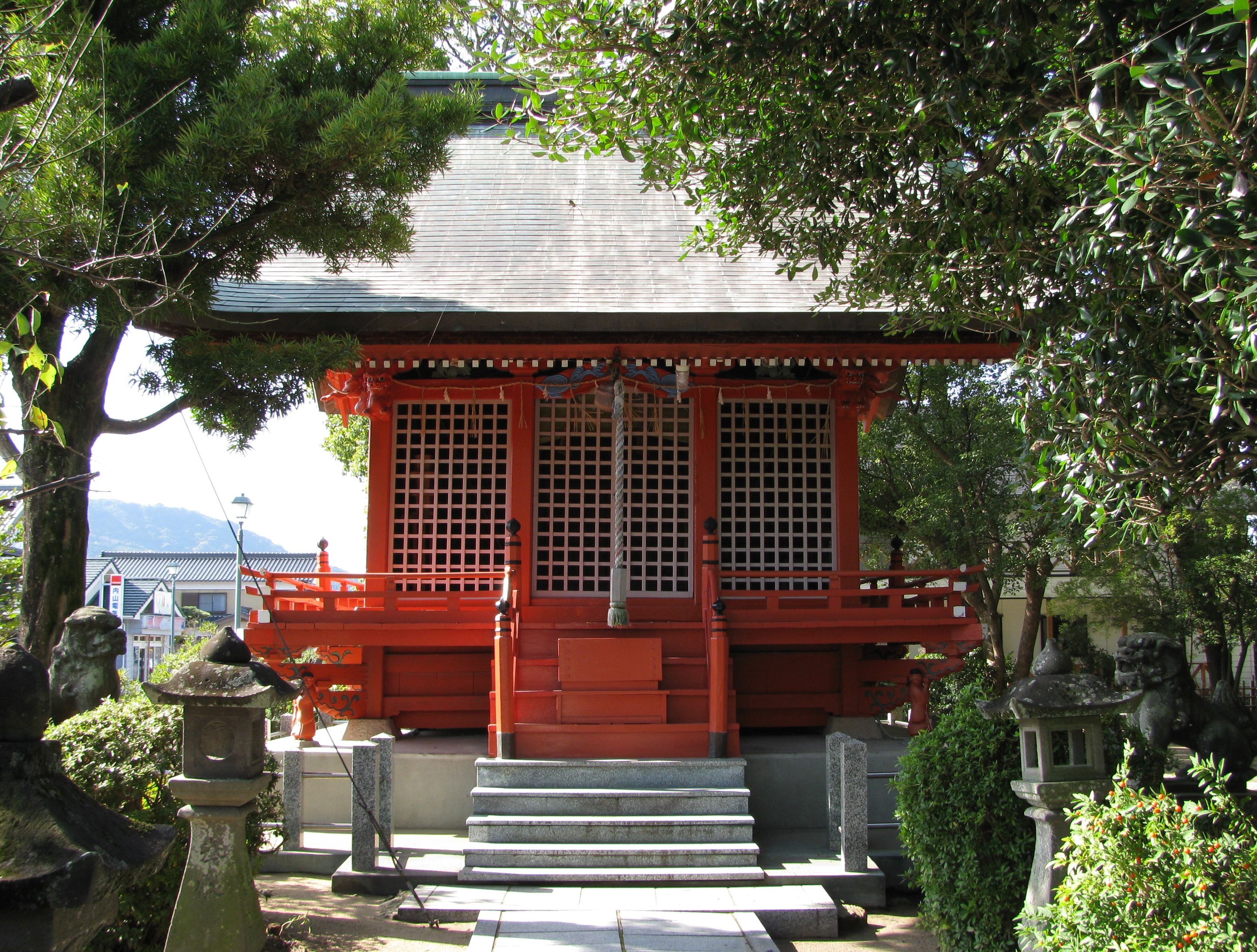
境内社の須賀神社（祇園社）

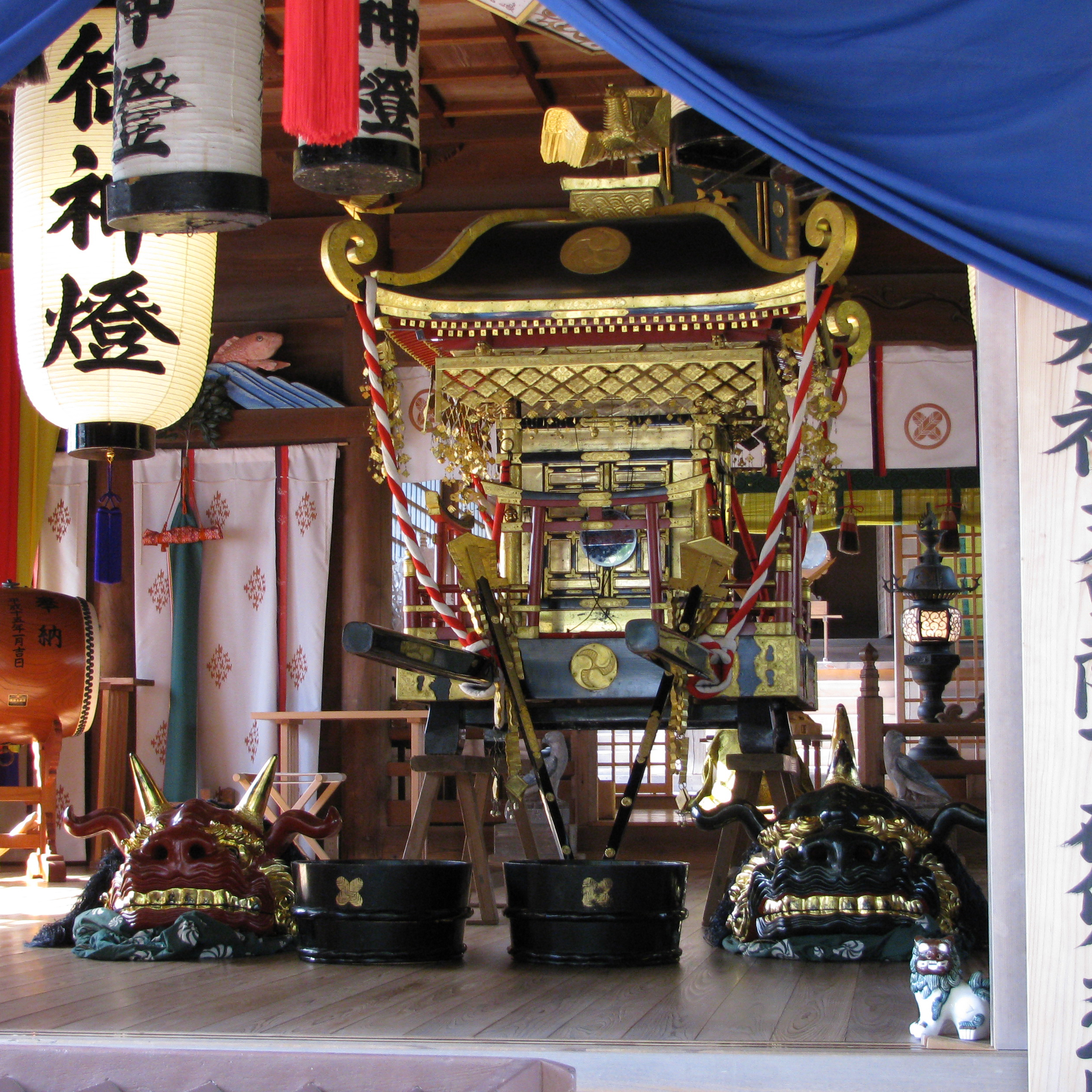
秋季例大祭の神輿と獅子

諏訪神社（すわじんじゃ）は佐賀県唐津市（旧東松浦郡浜玉町）にある神社。

## 祭神
- 建御名方神
- 八坂刀売神
- 諏訪前命

### 諏訪前命に関する由緒
百済から誓来という鷹使いが大和朝廷に鷹を献上するため渡来すると、朝廷からは大矢田連の娘である諏訪姫がこの鷹を受け取るため浜崎まで遣わされ、鷹狩の技術を学ぶこととなった。2人は恋愛関係となったが誓来は帰国することとなり、その際に行われた鷹狩で鷹がマムシに絞め殺されてしまった。これを嘆き諏訪姫は自害したため、これを悼み諏訪姫は諏訪神社に祀られることとなった。
このことから、諏訪神社の砂にはマムシ除けのご利益があるとされる。

## 歴史
784年（延暦3年）創建と伝えられる。上記の諏訪姫の話に関し百済の存在した時期とあわないためか、西暦500年頃とされることもある。
応仁の乱の時期に戦火で焼失し、その後規模を縮小し再建された。
豊臣秀吉 が文禄・慶長の役のため名護屋城に向かう道程で戦勝祈願のため参拝したと伝えられ、その際地元民が献上したといわれる餅菓子のけえらんは、現在でも周辺で土産物として売られている。
鷹にまつわる神社であり、また軍神である建御名方神を祀っていることから、福岡ソフトバンクホークスの関係者が戦勝祈願を行ったこともある。

## 境内社
- 須賀神社（祇園社）
- 護国社

## 主な行事
諏訪神社春祭り（5月）
マムシ除けの砂を取りに、周辺地域の多くの農家から参拝がある。
浜崎祇園山笠（7月海の日過ぎの土日）
浜崎の内町3地区（濱、東、西）が大漁、商売繁盛、五穀豊穣を祈願し3台の山笠を奉納する。境内社須賀神社の行事。
秋季例大祭（11月23日、浜崎くんち）
収穫を感謝して奉納される。獅子、稚児行列、神輿と神主を載せた台車等が出る。氏子である7地区が輪番で世話を勤める。